# Tourcoing
Tourcoing [tuʀˈkwɛ̃] (niederländisch Toerkonje) ist eine französische Stadt mit 99.160 Einwohnern (Stand 1. Januar 2022) im Département Nord in der Region Hauts-de-France. Sie gehört zum Arrondissement Lille und zum Gemeindeverband Métropole Européenne de Lille.

## Geografie
Die Stadt Tourcoing liegt im Hügelland nordöstlich von Lille und ist Nachbarstadt von Roubaix, nördlich des Tals der Marque.
Tourcoing grenzt im Nordosten an Belgien. In diesem Bereich folgt die Grenze zwischen Frankreich und Belgien häufig innerörtlichen Straßen und verläuft durch Gärten und dicht besiedeltes Gebiet. Die Nachbargemeinden sind Neuville-en-Ferrain im Norden, Mouscron (Belgien) im Nordosten, Wattrelos im Osten, Roubaix im Südosten, Croix und Wasquehal im Süden, Mouvaux im Südwesten, Bondues im Westen und Roncq im Nordwesten.

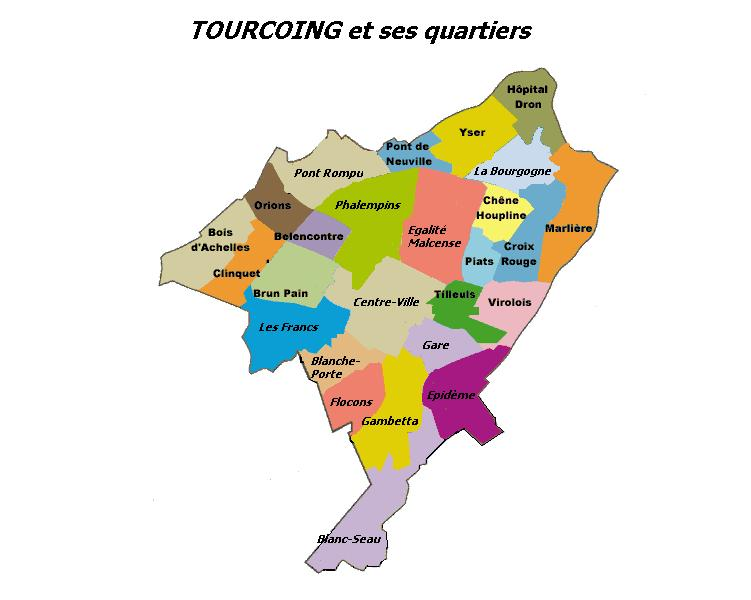
Stadtgliederung

Die Stadt Tourcoing unterteilt sich in folgende Quartiere:
| Belencontre Blanche-Porte Blanc-Seau Bois d’Achelles Brun Pain Centre Ville Chêne Houpline | Clinquet Croix Rouge Egalité Malcense Epidème Flocons Gambetta | Gare Hôpital Dron La Bourgogne Les Francs Marlière Orions | Phalempins Plats Pont de Neuville Pont Rompu Tilleuls Virolois Yser |

## Geschichte
Tourcoing wurde 1080 erstmals als Sitz von Baudouin II. von Gand-Alost erwähnt. Damals befand sich dort eine ummauerte und mit Gräben versehene Burg. 1294 wurde Tourcoing an Wilhelm I. von Mortagne verkauft. Mit dem Hundertjährigen Krieg und der Pest kamen schwere Zeiten über Tourcoing. Bis zur Schenkung an Baudouin de Lannoy 1485 hat sich Tourcoing zu einem bedeutenden Marktflecken mit 3000 Einwohnern und einem Zentrum der Textilproduktion entwickelt. Nach dem Friedensschluss kehrte Tourcoing zur Produktion von Stoffen zurück. 1668 kam es zu Frankreich. Die Straßen wurden gepflastert, den Großen Platz beherrschten das herrschaftliche Schloss, die Kirche St Christophe und das Rathaus. Als 1789 das Département Nord gebildet wurde, war die Kammgarnspinnerei weiterhin typisch für Tourcoing. Nach der Einweihung der Eisenbahnstrecke 1842 wuchs die Bevölkerung an, das Stadtbild wurde beherrscht von Spinnereien, Färbereien, Fabriken und Geschäften. 1865 fanden 35.500 Menschen Arbeit in der Textilindustrie, das Neue Rathaus wurde vollendet und das alte Schloss durch Markthallen ersetzt. Mit dem Boulevard Gambetta nach Roubaix, dem Grand Boulevard nach Lille und dem Jahrhundertbauwerk Boulevard d’Égalité wurden Großprojekte umgesetzt. 1877 trat die Straßenbahn in Erscheinung. 1906 wurde die Internationale Textilausstellung eröffnet.
Während des Ersten Weltkrieges litt die Zivilbevölkerung von Tourcoing unter einer vier Jahre lang andauernden Besatzung. Die Deutschen rückten am 12. Oktober 1914 in die Stadt ein und verließen sie am 17. Oktober 1918 wieder. Zu den üblichen Versorgungsschwierigkeiten gesellten sich umfangreiche Beschlagnahmungen. Die Bewohner mussten deutschen Soldaten sogar ihre Betten überlassen. Der Dekan der Kirche Saint-Christophe wollte die Besatzer daran hindern, die Kirchenglocken einzuschmelzen, woraufhin er zu einer zehnjährigen Haftstrafe verurteilt wurde.
Tourcoing war vom Rest des Landes abgeschnitten; die Bevölkerung erhielt keinerlei Nachrichten von Verwandten oder in der französischen Armee dienenden Familienangehörigen. Auch das Schicksal der verschleppten Geiseln und in Arbeitslager nach Deutschland oder Litauen deportierten Zivilisten blieb unklar. Allein zu Ostern 1916 wurden 4176 Männer und Frauen zusammengetrieben und in Arbeitslager in den Ardennen transportiert.
Im Zweiten Weltkrieg wurde Tourcoing – wie der ganze Norden von Frankreich – beim Westfeldzug praktisch kampflos besetzt.
Das Hauptquartier der XV. Armee der Wehrmacht war in Tourcoing. Es war für 230.000 Soldaten verantwortlich.
Ab September 1942 begannen die Deutschen umfangreiche Baumaßnahmen, nachdem Tourcoing bombardiert worden war und nachdem ein alliierter Landungsversuch in Dieppe (Operation Jubilee) stattgefunden hatte. Teile dieses Hauptquartiers sind heute ein Museum.
Am 5. Juni 1944 um 21:15 Uhr empfingen die Deutschen den Codenamen, der der französischen Resistance signalisierte, dass eine Invasion kurz bevorstand. Die Résistance begann darauf mit Sabotageakten an Infrastruktur, z. B. Telegraphenmasten.
Auch nach dem Zweiten Weltkrieg musste die Stadt wieder aufgebaut werden. Nach und nach entstanden wieder Spinnereien, Webereien und Trikotagenfabriken für Strümpfe, Socken, Pullover und Unterwäsche. 1960 gab es in Tourcoing wieder 174 Spinnereien, von denen bis 1980 jedoch 160 wieder schlossen. Bis 1986 wurden das Centre Mercure, das Centre de Gaulle, das Bourgogne und das Dron-Klinikum neu gebaut.

## Bevölkerungsentwicklung
| Jahr                       | 1962   | 1968   | 1975    | 1982   | 1990   | 1999   | 2011   | 2021   |
| Einwohner                  | 89.258 | 98.755 | 102.239 | 96.908 | 93.765 | 93.540 | 92.018 | 99.011 |
| Quellen: Cassini und INSEE |        |        |         |        |        |        |        |        |

## Sehenswürdigkeiten
- Historisches Rathaus
- Historisches Gebäude der Industrie- und Handelskammer mit dem heutigen Stadtmuseum
- Kirche Saint-Christophe
- Botanischer Garten
- drei Wassertürme
- Kriegerdenkmal von Tourcoing[3]

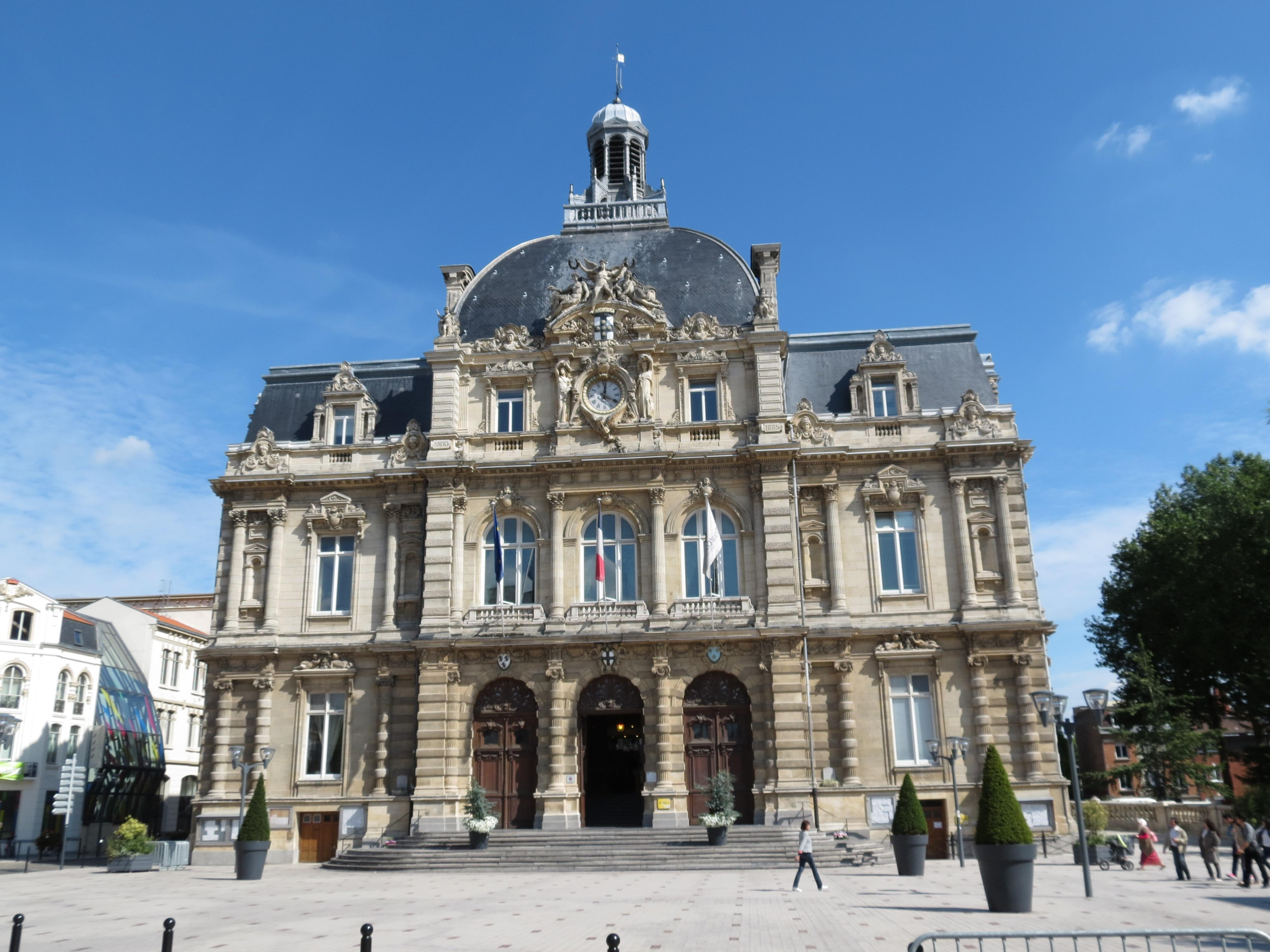
Rathaus (Hôtel de ville')
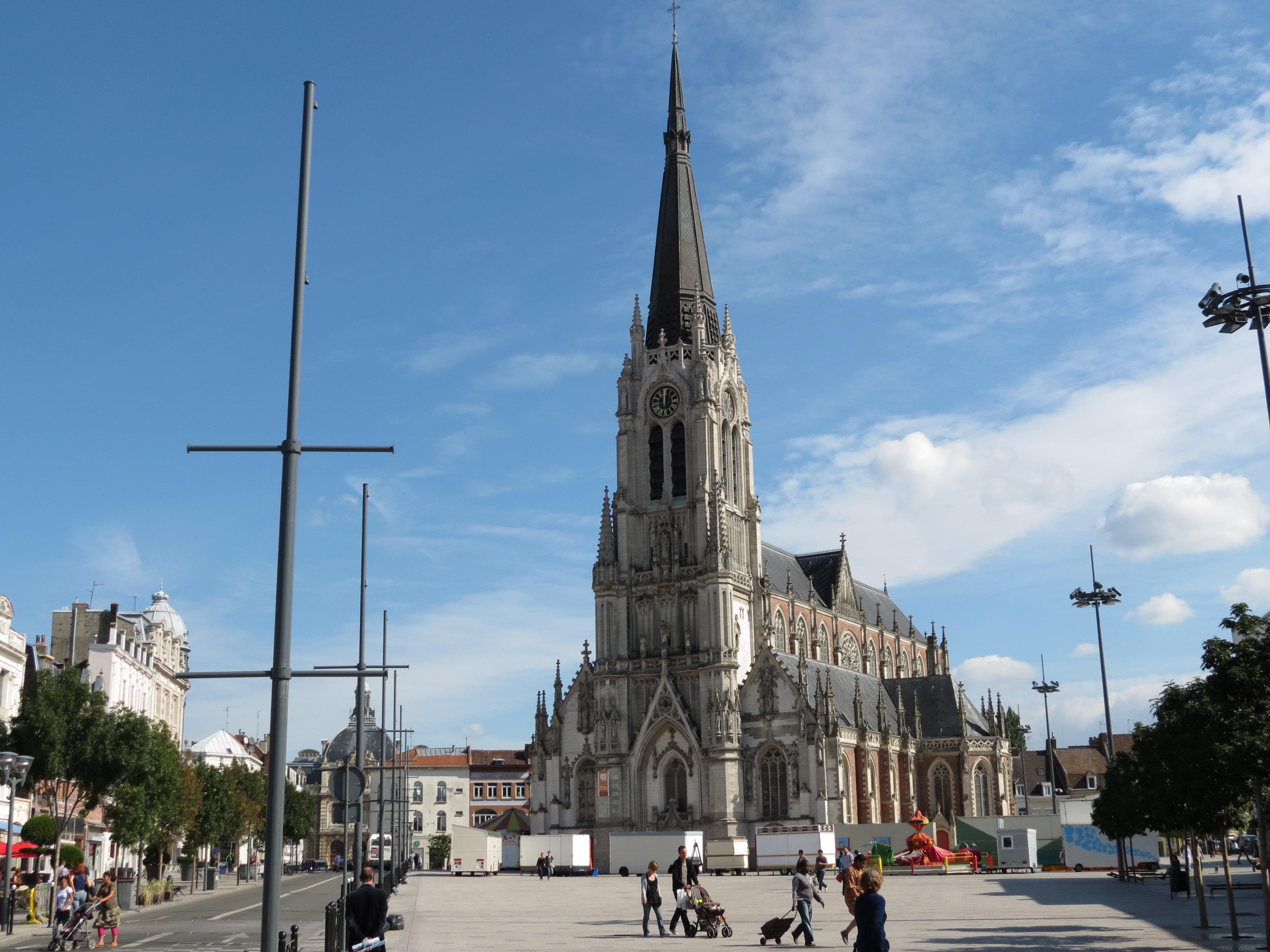
Kirche Saint-Christophe
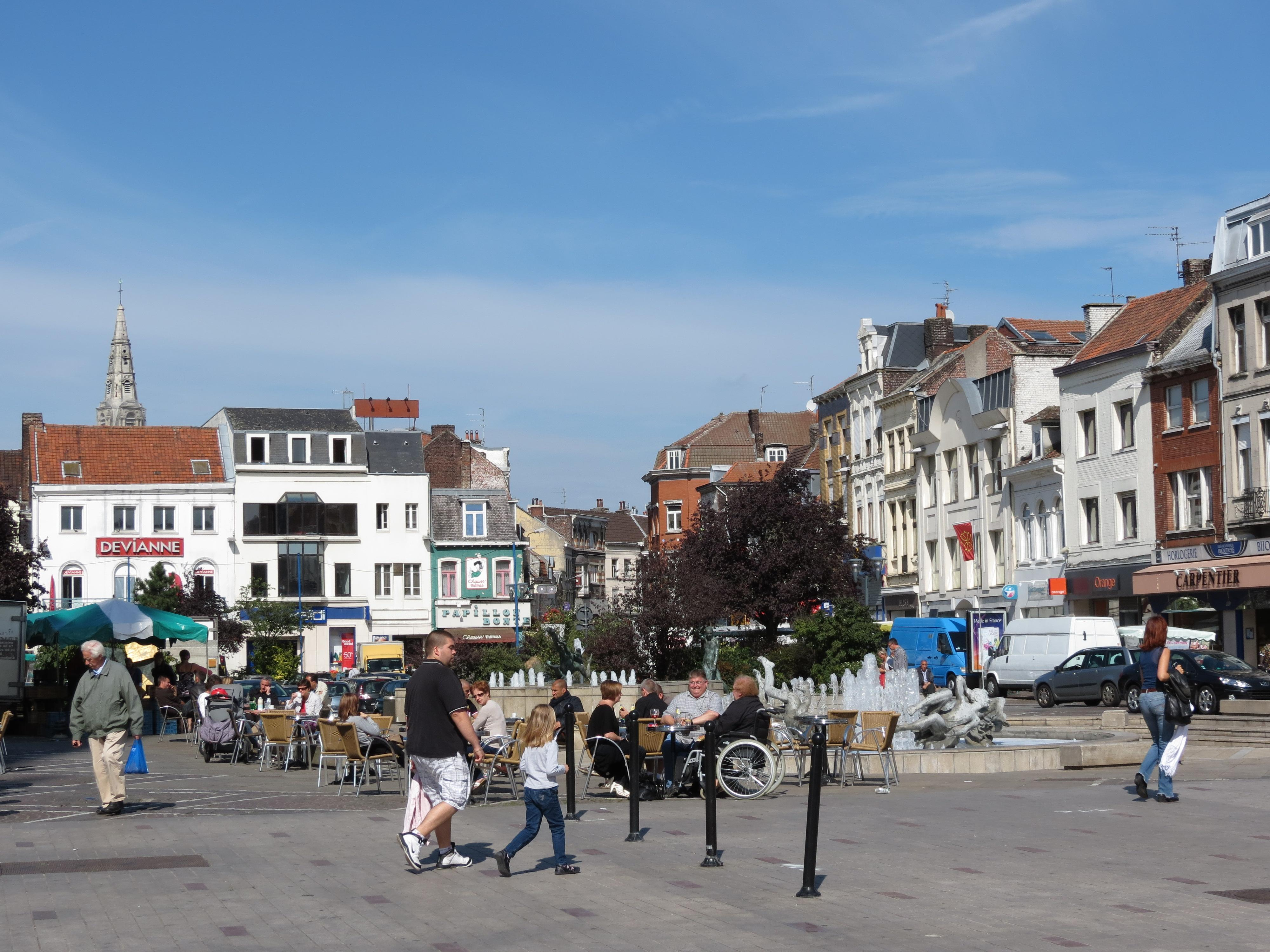
Marktplatz (Grand-Place)
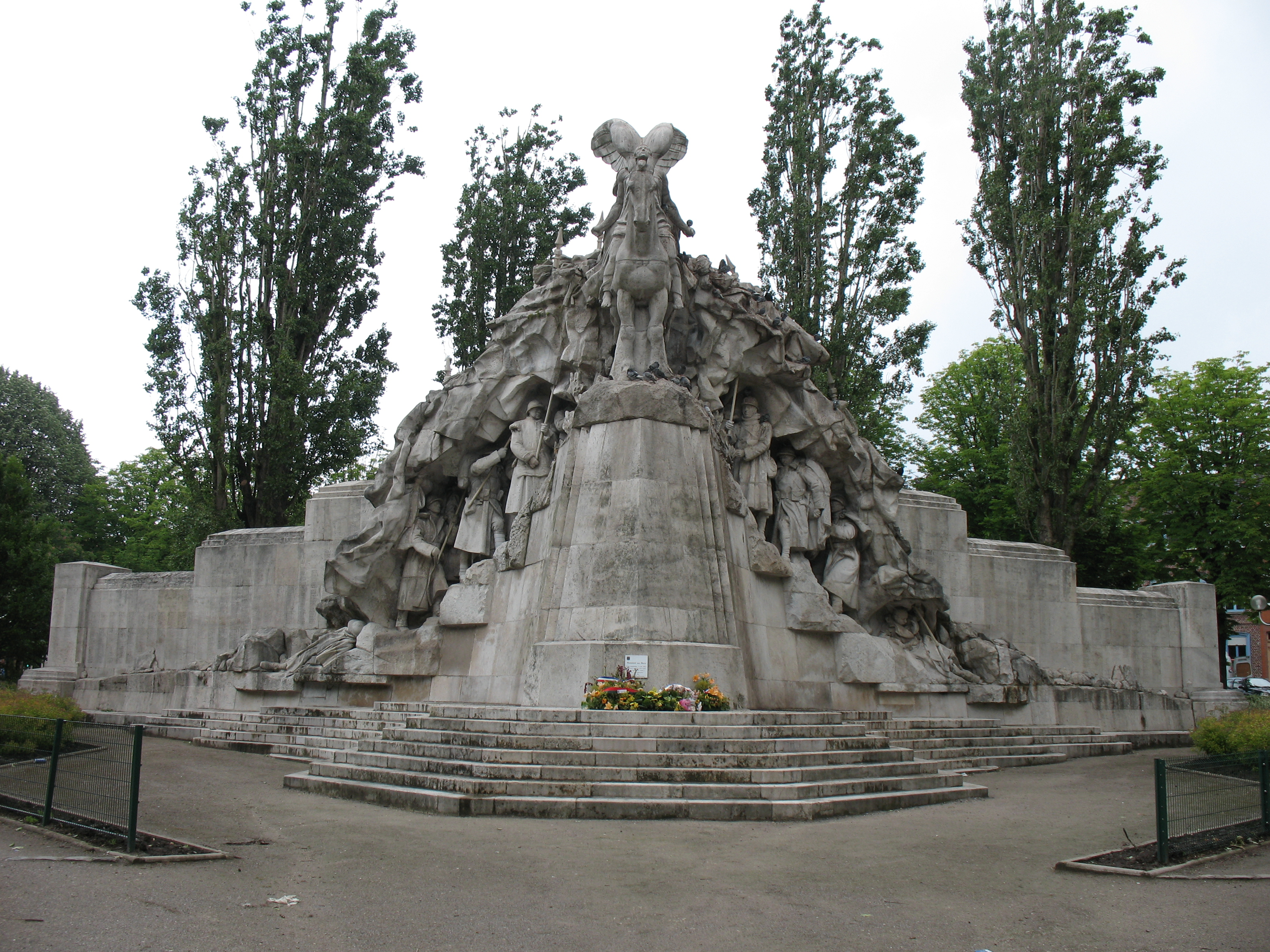
Place de la Victoire im Stadtzentrum

## Verkehr
Tourcoing ist Zwischenstation der Regionalzüge von Lille nach Antwerpen und von Lille nach Kortrijk. Zudem ist Tourcoing Station an der TGV-Linie nach Paris Nord. Tourcoing ist auch in das Straßenbahn- und Metronetz der Stadt Lille eingebunden (Endpunkt der Métro ligne 2 und Endpunkt der Tramway ligne T).

## Persönlichkeiten
- Paul Beulque (1877–1943), Wasserballspieler und -trainer
- Émile Bulteel (1906–1978), Wasserballspieler
- Yohan Cabaye (* 1986), Fußballnationalspieler
- Philippe Christory (* 1958), römisch-katholischer Geistlicher, Bischof von Chartres
- Henri Cuvelier (1908–1937), Wasserballspieler
- Eugène Debongnie (1893–1956), französisch-belgischer Radrennfahrer, Flugpionier und Unternehmer
- Jean-Marc Degraeve (* 1971), Schachmeister
- Jules Demaré (1871–??), Ruderer
- Stéphane Denève (* 1971), Dirigent
- Henri Delporte (1920–2002), Prähistoriker
- Yves Devernay (1937–1990), Titularorganist von Notre Dame de Paris
- Didier Dobbels (* 1954), Basketballspieler und -trainer
- Ichem Ferrah (* 2005), französisch-algerischer Fußballspieler
- Didier Flament (* 1951), Fechter
- Brigitte Fossey (* 1946), Schauspielerin
- Marcel Frère, (1906–1992) Kunstmaler
- René Ghil (1862–1925), symbolistischer Dichter und Dichtungstheoretiker
- Georges Grenu (1925–2013), Jazzmusiker
- Jules Keignaert (1907–1994), Wasserballspieler
- Brigitte Lahaie (* 1955), Schauspielerin und Schriftstellerin
- Paolo Lebas (* 2003), portugiesisch-französischer Fußballspieler
- Ernestine Lebrun (1906–2005), Schwimmerin
- Jules Lecoutre (1878–1962), Turner
- Joseph-Charles Lefèbvre (1892–1973), Erzbischof von Bourges
- Marcel Lefebvre (1905–1991), römisch-katholischer Erzbischof
- Daniel Lehu (1896–1979), Schwimmer
- Raymond Loucheur (1899–1979), Komponist
- Eugène Mittelhauser (1873–1949), französischer General
- Henri Padou junior (1928–1999), Schwimmer
- Henri Padou senior (1898–1981), Schwimmer und Wasserballspieler
- Yves Piat (* 1973), Filmregisseur
- Marcel Poblome (1921–2009), Fußballspieler
- Gustave Prouvost (1887–??), Wasserballspieler
- Charles Rampelberg (1909–1982), Bahnradsportler
- Ernest Rogez (1908–1986), Wasserballspieler
- Albert Roussel (1869–1937), Komponist
- Achille Tribouillet (1902–1968), Wasserballspieler
- Gaston Van Laere (1890–??), Wasserballspieler
- Albert Vandeplancke (1911–1939), Schwimmer und Wasserballspieler
- Marcel Verfaillie (1911–1945), antifaschistischer Widerstandskämpfer
- Charles Wugk Sabatier (1819–1862), kanadischer Pianist, Komponist und Musikpädagoge

## Städtepartnerschaften
Tourcoing unterhält folgende acht Partnerschaften:
| Stadt                                      | Land                   | seit |
| ------------------------------------------ | ---------------------- | ---- |
| Bezirk Mitte von Berlin                    | Deutschland            | 1995 |
| Biella                                     | Italien                | 1968 |
| Bottrop                                    | Deutschland            | 1967 |
| Guimarães                                  | Portugal               | 1996 |
| Jastrzębie-Zdrój/Bad Königsdorff-Jastrzemb | Polen                  | 1997 |
| Mouscron                                   | Belgien                | 1996 |
| Mühlhausen/Thüringen                       | Deutschland            | 1979 |
| Rochdale                                   | Vereinigtes Königreich | 1956 |